# Avy Soffer
Avraham „Avy“ Soffer (geb. vor 1960) ist ein israelischer mathematischer Physiker.
Soffer studierte Physik und Mathematik an der Universität Tel Aviv mit dem Bachelor-Abschluss 1976, dem Master-Abschluss 1980 und der Promotion 1984. Als Post-Doktorand war er am Weizmann-Institut und am Caltech. 1987 wurde er Assistant Professor an der Princeton University, 1993 Associate Professor und 2000 Professor an der Rutgers University, an der er Distinguished Professor ist.
2003/04 war er am Institute for Advanced Study und er war unter anderem Gastprofessor am Technion, am IHES, an der Universität Paris-Süd und der École polytechnique.
Er bewies 1993 zusammen mit Israel Michael Sigal unabhängig von Jan Dereziński die Asymptotische Vollständigkeit für langreichweitige Potentiale und 1987 mit Sigal für kurzreichweitige Potentiale. Neben Streutheorie befasst er sich auch mit nichtlinearen partiellen Differentialgleichungen (zum Beispiel asymptotisches Vielkanal-Streuverhalten von Wellengleichungen bei gleichzeitiger Präsenz von Solitonen und Strahlung).
2006 war er  eingeladener Sprecher auf dem Internationalen Mathematikerkongress in Madrid (Soliton Dynamics and Scattering). 1988/89 war er Sloan Research Fellow.

## Schriften (Auswahl)
- mit I.M. Sigal: The N-particle Scattering Problem-Asymptotic Completeness for Short Range Systems, Annals of Math., Band 126, 1987, S. 35–108.
- mit I.M. Sigal and A. Soffer, Long Range Many Body Scattering Asymptotic Clustering for Coulomb Type Potentials, Inventiones Mathematics, Band 99, 1990,  S. 115–143.
- On the Many Body Problems in Quantum Mechanics, in: Méthodes Semiclassiques, Astérisque, 207, 1, 1992, 109–152.
- mit I.M. Sigal and A. Soffer, Asymptotic Completeness for Particles Systems with Coulomb-type Interactions, Duke Math. J., Band 71, 1993, S. 243–298.
- mit I. M. Sigal:  Asymptotic completeness of N-particle long-range scattering. J. Amer. Math. Soc., Band 7, 1994, S. 307–334
- mit Michael I. Weinstein: Multichannel nonlinear scattering for nonintegrable equations. Comm. Math. Phys. 133 (1990), 119–146. Teil II: The case of anisotropic potentials and data. J. Differential Equations 98 (1992), 376–390.
- mit M. Weinstein: Nonautonomous Hamiltonians. J. Statist. Phys. 93 (1998),
- mit M. Weinstein: Time Dependent Resonance Theory. Geom.Funct. Anal. 8 (1998), 1086–1128.
- mit M. Weinstein: Resonances, Radiation Damping and Instability in Hamiltonian nonlinear wave equation. Invent. Math. 136 (1999), 9–74.
- mit M. Weinstein: Ionization and scattering for short lived potentials. Lett. Math. Phys. 48 (4) (1999), 339–352.
- mit M. Weinstein: Selection of the Ground state for nonlinear Schrödinger Equations. Rev. Math. Phys. 16 (2004), 977–1071.
- mit M. Weinstein:  Theory of Nonlinear Dispersive Waves and Selection of the Ground state. Phys. Rev. Lett. 95 (2005), 213905.
- mit Igor Rodnianski, W. Schlag:  Dispersive analysis of charge transfer models. Comm. Pure Appl. Math. 58 (2005), 149–216.
- mit Rodnanski, Schlag: A symptotic stability of N-soliton states of NLS. Arxiv 2003